# ساموئل کاستریوتا
ساموئل کاستریوتا (اسپانیایی: Samuel Castriota‎; ۲ نوامبر ۱۸۸۵ – ۸ ژوئیهٔ ۱۹۳۲) نوازنده پیانو، گیتارنواز، رهبر ارکستر، و آهنگسازِ موسیقی تانگو اهل آرژانتین بود.